# Laurence Ibrahim
Laurence Amanuel Ibrahim, född 30 april 1984 i Södertälje, är en svensk musiker och grundare av Workpodden.
År 2011 medverkade Ibrahim i realityserien Mitt stora feta syrianska bröllop på TV3 år 2011 tillsammans med Victoria Dogan. Där framförde brudparet bröllopslåten "God's gift to me" som släpptes som singel samma år.
Idag driver Ibrahim skivbolaget och artistagenturen Paralife Music där han samarbetat med bland andra artister, låtskrivare och producenter såsom Sebastian Krantz, Nano, Maher Zain, Victora Dogan, Deadmau5, Fedde le Grand, Therese Grankvist, La Cream och Swingfly, för att nämna några.

## Diskografi

### Utgivna verk och singlar
| År   | Artistnamn                     | Låttitel               | Medverkande    | Producerad av                                                                   | Skriven av                                                   |
| ---- | ------------------------------ | ---------------------- | -------------- | ------------------------------------------------------------------------------- | ------------------------------------------------------------ |
| 2004 | Laurence                       | Play the Game          |                | Laurence Ibrahim                                                                | Laurence Ibrahim                                             |
| 2005 | Ayell                          | Why                    | Andreas Mendez | Laurence Ibrahim                                                                | Laurence Ibrahim, Andreas Jansson Mendez                     |
| 2006 | Laurence                       | Let me be              | Maher Zain     | Laurence Ibrahim                                                                | Laurence Ibrahim, Maher Zain                                 |
| 2007 | Laurence                       | Won’t be the same      |                | Laurence Ibrahim                                                                | Laurence Ibrahim                                             |
| 2008 | Laurence                       | Hero                   |                | Jimmie Kersmo                                                                   | Laurence Ibrahim                                             |
| 2008 | Laurence                       | Hit & Run              |                | Jimmie Kersmo                                                                   | Laurence Ibrahim                                             |
| 2009 | Laurence                       | Break you hard         |                | Laurence Ibrahim, Fabian Cortés                                                 | Laurence Ibrahim                                             |
| 2011 | Laurence Ibrahim               | God's gift to me       | Victoria Dogan | Laurence Ibrahim, Fabian Cortés, Ari Lehtonen, Victoria Dogan                   | Laurence Ibrahim, Victoria Dogan                             |
| 2014 | Samuell, John Marcus & Vicky D | Out of Time            | Victoria Dogan | Samuell Alan, John Tutumlu, Victoria Dogan, Laurence Ibrahim                    | Samuell Alan, John Tutumlu, Victoria Dogan, Laurence Ibrahim |
| 2014 | Danny Norell                   | Won't Stop (Beautiful) |                | Laurence Ibrahim, Fabian Cortés, Ari Lehtonen                                   | Laurence Ibrahim                                             |
| 2015 | Nano                           | Perfect Melody         |                | William Larsen, Nagil Omar, Christofer Belaieff, Laurence Ibrahim, Paul Phamous | Nagil Omar, Laurence Ibrahim, Paul Phamous                   |
| 2015 | Shy Frank                      | Sax Me Up              |                | Laurence Ibrahim                                                                |                                                              |
| 2016 | Shy Frank                      | Begging You            |                | Laurence Ibrahim                                                                | Laurence Ibrahim                                             |
| 2016 | Shy Frank, Sexy Panda, CBRZ    | Give It To Me          | CBRZ           | Ari Lehtonen, Laurence Ibrahim                                                  | Laurence Ibrahim, Caroline Dogan, Sarah Dogan, Ari Lehtonen  |
| 2016 | Sexy Panda                     | Morning After          |                | Ari Lehtonen, Laurence Ibrahim                                                  |                                                              |
| 2016 | Shy Frank, Fully Paid          | Losing Ground          |                | Sebastian Eriksson, Laurence Ibrahim                                            | Laurence Ibrahim                                             |